# 슈퍼맨과 로이스
《슈퍼맨과 로이스》(영어: Superman & Lois)는 The CW에서 2021년 2월부터 2024년 12월까지 방영된 미국의 슈퍼히어로 드라마이다. DC 코믹스의 캐릭터 슈퍼맨과 로이스 레인을 소재로 한 작품이다.

## 출연진

### 주연
- 타일러 헤클린 - 칼엘 / 클라크 켄트 / 슈퍼맨 역
  - 딜런 킹웰 - 클라크(십대; 시즌1)
  - 레닉스 제임스 - 클라크(4세)
  - 토머스 헤빙 - 클라크(유년기)
  - 파커 쿠지노 - 클라크(청년기)
- 엘리자베스 털러 - 로이스 레인 역
- 조던 엘새스 - 조너선 켄트(시즌 1-2) 역
  - 마이클 비숍 - 조너선 켄트(시즌3)
  - 브래드 드룰리스 - 조너선 켄트(7세)
- 앨릭스 가핀 - 조던 켄트
- 에릭 밸데즈 - 카일 쿠싱 역
- 인디 내버렛 - 세라 코테즈 역
- 월레 파크스 - 존 헨리 아이언스 역
- 애덤 레이너 - 탈로 / 모건 에지 역
  - 잭 레베인 - 탈로(10세)
  - 벤 코클 - 탈로(19세)
- 딜런 월시 - 샘 레인 역
- 이매뉴얼 슈리키 - 라나 랭 역
  - 밀라노 흐리셴코 - 라나(아역)
  - 세라 리즈크 - 라나(초등학생)
  - 에마 뉴턴 - 라나(십대)
- 테일러 벅 - 내털리 레인 역
- 소피아 해즈믹 - 크리시 베포 역
- 채드 L. 콜먼 - 브루노 맨하임 역
- 마이클 커들리츠 - 렉스 루터 역

### 조연
- 조슬린 피카드 - 소피 쿠싱 역
- 스테이시 파버 - 어마 세이어스 / 레슬리 라 역
- 앵거스 맥페이든 - 조엘 역
- 데이지 토메이 - 헤디 역
- 프리치클레번스 데스틴 - 숀 스미스 역
- 원 리 - 태그 해리스 역
- 제인 클리퍼드 - 티미 라이언 역
- 헤샴 하무드 - 리노 로세티 역
- 대니 워틀리 - 게인스 역
- 오스틴 오비아준와 - 맬컴 티그 역
- 디 제이 잭슨 - 코브 브랜든 역
- 에릭 킨리사이드 - 조지 딘 역
- 파벨 로마노 - 코리 웰니츠 역
- 모니크 필립스 - 에이디 매닝 역
- 토리 카통가 - 터미라 댈리 역
- 리아 웡 - 에밀리 판 역
- 이언 보언 - 미치 앤더슨 역
- 서맨사 디프란체스코 - 캔디스 퍼갠디 역
- 리아 킬스테트/앰버 영(아역) - 앨리 올스턴 / 패러사이트 역
- 제나 디완 - 루시 레인 역
- 셰카르 팔레자 - 앨리스터 훅 / 스카이후크 역
- 크리스천 슬론 - 일라이어스 오어 역
- 스펜서 무어 3세 - 마테오 맨하임 역
- 다야 베이디아 - 페이아 맨하임 / 오노마토포이아 역

### 단역
- 미셸 스카라벨리 - 마사 켄트 역
- 프레드 헨더슨 - 조너선 켄트 시니어 역
- 폴 재릿 - 페리 화이트 역
- 딘 마셜 - 새뮤얼 포즈웰 역
- 샤이 리우 - 프라이 의사 역
- 코리 험프리(시즌1)/야스민 볼(시즌3) - 일라이자 역
- 대니얼 커드모어 - 데이비드 퓨글스태드 역
- 질 티드 - 샤론 파월 역
- 클레이턴 제임스 - 데릭 파월 역
- 로하인 아로라 - 톰 미첼 역
- 브렌던 플레처 - 새디어스 킬그레이브 역
- 켈시 마웨마 - 데니즈 올로웨 역
- 로벨 지어 - 대브니 도너번 역
- 스티븐 아데콜루 - 로비 앨버레즈 역
- 케일라 헬러 - 티건 위컴 역
- 웬디 크루슨 - 와일스 박사 역
- 스펜서 랭 - 제이슨 트래스크 역
- 제이 장 - 둑 판 역
- 케네디 추 - 에이버리 판 역
- 머리사 지워트 - 샤프 선생 역
- 숀 스튜어트 - 재스퍼 타운스 역
- 찰스 자먼 - 론 트루프 역
- 요시 밴크로프트 - 재닛 역
- 폴 레이전비 - 헨리 밀러 / 아톰맨 역
- 야스민 아비디 - 파텔 박사 역
- A. C. 피터슨 - 지타로 역
- 데이비드 램지 - 존 디글 역
- 네이선 화이트 - 대니얼 하트 역
- 에블린 곤다 - 제시 밴스 역
- 마리아나 클라베노 - 라라 로반 역
- 캐서린 로 해그퀴스트 - 킷 포크너 역
- 쇼 매드슨 - 필립 카나우스키 역
- 토니 하그레이브 - 척 아든 역
- 신시아 멘데즈 - 토니아 마티네즈 역
- 스테퍼니 조 - 에린 우 역
- 짐 소번 - 존 퓨 역
- 매슈 그레이엄 - 데이비드 역
- 카르멘 아기레 - 메리앤 쿠싱 역
- 퍼트리샤 드레이크 - 하드캐슬 장군 역
- 로라 드러먼드 - 샌드라 밴스 역
- 줄리엣 아마라 - 오브리 역
- 로슨 체임버스 - 밸컴 교장 역
- 케니 우드샤츠 - 미키 저루 역
- 브로더스 매티슨 - 라힘 올로웨 역
- 낸시 커 - 바브 도지 역
- 힐다 마틴 - 보 베서 역
- 매들린 켈더스 - 메이건 역
- 에인절 파커 - 달린 아이언스 역
- 캐런 홀니스 - 타라 레이건 역
- 재커리 루언 - 트래비스 마이클스 역
- 에이드리언 린 맥모런 - 에밋 퍼갠디 역
- 아파드 발로그 - 마이크 건 역
- 딜런 레너드 - 조지 딘 주니어 역
- 제이슨 보두앵 - 제임스 디스테파노 / 데드라인 역
- 아틴 토니 브라운 - 보스 목시 역
- 크리스틴 윌스 - 케리 웩슬러 역
- 라이언 부스 - 오티스 그리셤 역
- 딘 레드먼 - 윌리엄 엘리스 역
- 리베카 스타브 - 그레천 켈리 역